# Ingvar Örner
Rudolf Ingvar Örner, född 11 maj 1955 i Kville församling, Bohuslän, är en svensk skådespelare.

## Filmografi
- 1999 – Raymond – sju resor värre
- 1999 – De utbytbara
- 2001 – Confession – en doft av sanning
- 2001 – Anderssons älskarinna (TV-serie)
- 2003 – Picknick på kyrkogården
- 2003 – Dogville
- 2003 – Fan ta dom
- 2004 – Bye Bye Pornstar
- 2005 – Krama mig
- 2006 – Keillers park
- 2006 – En fråga om liv och död (TV-serie)
- 2007 – Skymning
- 2007 – Var ska jag ligga sen?
- 2007 – Linas kvällsbok
- 2007 – Levande föda (TV-serie)
- 2008 – Sten för sten
- 2009 – Behandlingen
- 2009 – Karaokekungen
- 2009 – Johan Falk: De fredlösa
- 2009 – Riverside (TV-serie)
- 2010 – Olycksfågeln
- 2011 – Tystnadens cirkel
- 2012 – Hinsehäxan (TV-serie)
- 2013 – Sune på bilsemester
- 2013 – Inte värre än andra (TV-serie)
- 2013 – Molanders (TV-serie)
- 2017 – Rebecka Martinsson (TV-serie)
- 2017 – Saltön (TV-serie)
- 2017 – Vår tid är nu (TV-serie)
- 2020 – Tsunami (TV-serie)
- 2022 – Tisdagsklubben